# مکس آرونز
ماکسیمیلیان جیمز آرونز (انگلیسی: Max Aarons؛ زادهٔ ۴ ژانویهٔ ۲۰۰۰) بازیکن فوتبال اهل بریتانیا که در پست دفاع راست برای باشگاه بورنموث بازی می کند.
از باشگاه‌هایی که در آن بازی کرده‌است می‌توان به باشگاه فوتبال نوریچ سیتی اشاره کرد.

## عملکرد باشگاهی
آرونز کار خود را در لوتون تاون آغاز کرد و در سال 2016 به عضویت آکادمی نورویچ سیتی درآمد.وی در ژوئن سال 2018 قبل از اولین بازی خود در جام اتحادیه در برابر استیوینگ در 14 اوت یک قرارداد حرفه ای سه ساله با کاناریس امضا کرد.
اولین گل او نیز در جام اتحادیه به ثمر رسید و او دو هفته بعد با نتیجه 3-1 مقابل کاردیف سیتی به پیروزی رسید.آرونز اولین حضور خود در لیگ را در تاریخ 2 سپتامبر در دربی شرقی آنگلیان مقابل ایپسویچ تاون ، در تساوی 1-1 آغاز کرد.در 10 اکتبر ، قرارداد خود را با این باشگاه تا ژوئن 2023 تمدید کرد.
در مارس 2019 او در تیم منتخب فصل 19-2018 قرار گرفت و همچنین جایزه بهترین بازیکن جوان فصل 19-2018 را دریافت کرد.او بعد از پیروزی 2-1 مقابل بلکبرن روورز با نوریچ به لیگ برتر ارتقا یافت.

## عملکرد بین‌المللی
پس از ورود به تیم اول نوریچ سیتی در آغاز فصل 2018-19 ، آرون در ماه سپتامبر 2018 به تیم زیر 19 سال انگلیس دعوت شد.
در تاریخ 30 اوت سال 2019 ، آرون برای اولین بار در ترکیب تیم ملی زیر ۲۱سال انگلیس قرار گرفت و اولین بازی خود را در مسابقات ۲۰۲۱ یورو زیر ۲۳ ساله ها برابر ترکیه در تاریخ 6 سپتامبر 2019 انجام داد.

## زندگی شخصی
آرونز پسر عموی رولاندو آرونز بازیکن نیوکاسل یونایتد است.